# 博士（社会心理学）
博士（社会心理学）（はくし しゃかいしんりがく）は、博士の学位であり、社会学。心理学および社会心理学などに関する専攻分野を修めることによって、1991年以降に日本で授与される学位の一つ。
1991年以前の日本では、別の博士の学位が授与されていた。例えば、社会学博士、文学博士、教育学博士などである。
英語圏においては、各国による学位制度に違いがあるものの、Doctor of Philosophy in Social Psychology (Ph.D. in Social Psychology) あるいはDoctor of Social Psychologyが、博士（社会心理学）に相当する。
2011年現在、この学位を授与している大学は、東京大学、東洋大学などがある。